# Могилёвский областной краеведческий музей
Могилёвский областной краеведческий музей имени Е. Р. Романова — просветительское учреждение, расположенное в городе Могилёве.

## История
Первый музей в городе Могилёв был открыт 15 ноября 1867 года при губернском статистическом комитете и получил название Могилёвский музей.
18 декабря 1904 года в Могилёве открылся второй музей — церковно-археологический. В 1918 году музеи объединились в один — Губернский музей.
С 1919 года музей занимает здание бывшего земельного банка по адресу улица Миронова, 33. Ныне в этом здании расположен Могилёвский областной художественный музей.
С 1924 года музей являлся отделением минского Белорусского государственного музея. С 1929 года изменил название на Могилёвский государственный музей с двумя филиалами — Музеем истории и атеизма и Мемориальный музеем Г. К. Орджоникидзе.

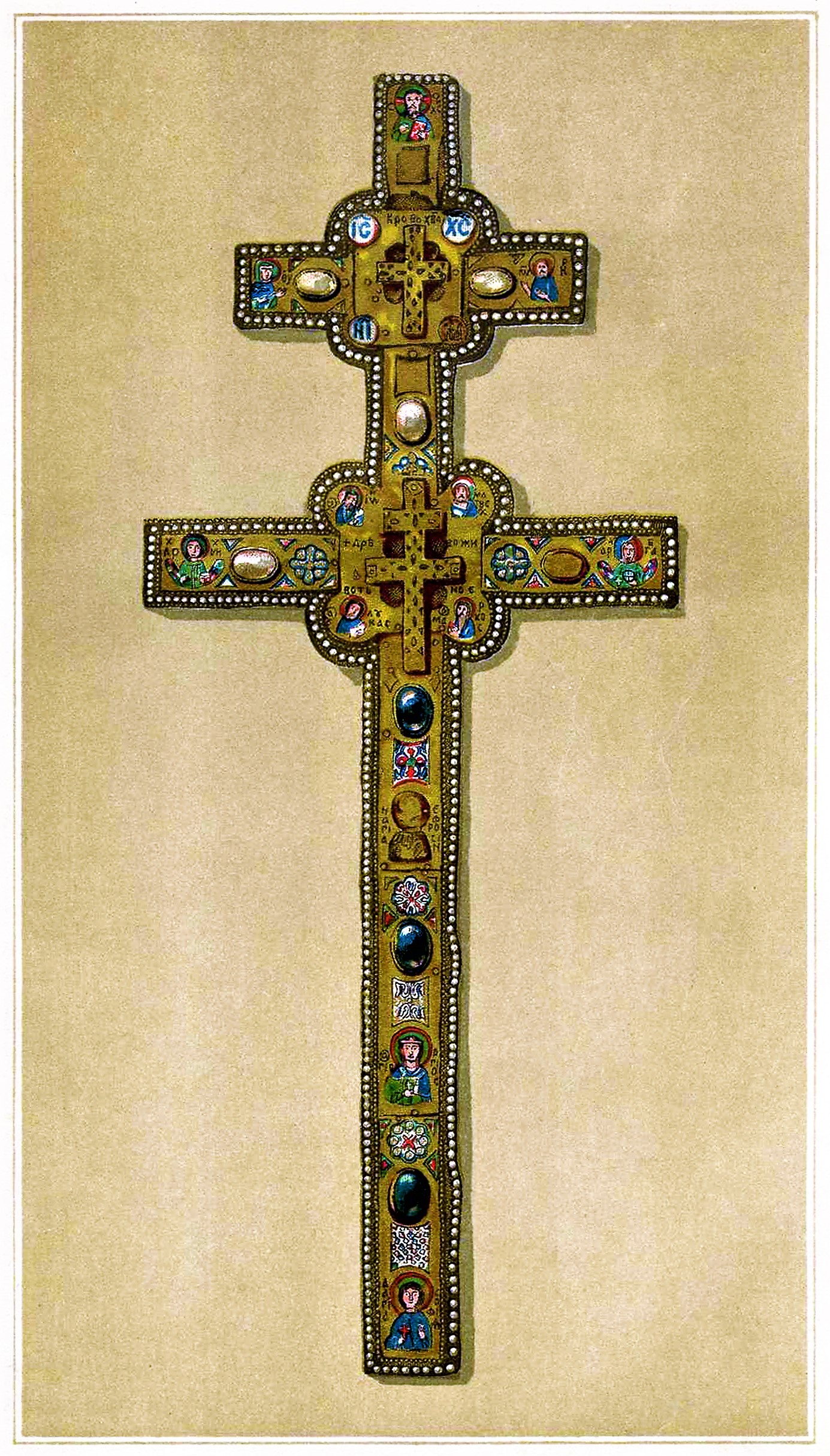
Рисунок XIX века с изображением креста Ефросиньи Полоцкой

В 1928—1929 годах музею передали некоторые экспонаты из государственного антикварного фонда СССР: изделия из драгметаллов и камней, иконы, картины, книги и т. д. В том числе была передана серебряная булава польского короля Сигизмунда III. Наиболее ценным предметом коллекции и уникальным экспонатом стал переданный в музей крест Ефросиньи Полоцкой — национальная реликвия белорусов. Крест и другие ценности были сразу же помещены в бронированную комнату-сейф, имевшуюся в здании.
В 1933 году помещения музея занял областной комитет ВКП(б) и музей и его коллекции был перемещены в помещения по адресу улица Ленинская, 60. Наиболее ценные экспонаты продолжали храниться в комнате-сейфе по старому адресу, так как на новом месте не оказалось подходящей комнаты.
В начале Великой Отечественной войны во время обороны Могилёва музей на улице Ленинской и филиал на улице Виленской сгорели вместе с экспонатами. По некоторым данным здания были сожжены местными властями во исполнение указаний И. В. Сталина из Обращения 3 июля 1941 года об уничтожении ценностей, которые не удается вывезти. За время войны были утеряны и экспонаты из комнаты-сейфа в здании областного комитета ВКП(б), которое уцелело. В итоге музей лишился всех своих коллекций.
После войны музей открылся только в 1949 году в качестве историко-краеведческого. Поскольку своих коллекций у музея не сохранилось, то некоторые экспонаты выделили музеи Ленинграда и Москвы.
В 1953 году музей сменил наименование на Могилёвский областной краеведческий музей.
1 июля 1961 года музей разместился в здании бывшего окружного суда на Советской площади, где и располагается по сей день.
С 1977 года по июль 1990 года музей был закрыт на капитальный ремонт. После ремонта была представлена новая экспозиция, действующая и поныне.
В 1997 году к 130-летию музея была открыта экспозиция археологии.

## Современность
Сейчас в фондах музея более 300 тысяч музейных предметов. Это материалы местных археологических раскопок, монеты и клады, предметы культа, живопись, предметы быта и многое другое.
Экспозиция состоит из четырёх основных разделов:
- - «Природа края»;
  - «Археология и древнейшая история»;
  - «История досоветского времени»;
  - «Советский период».

Музей имеет филиалы:
- - Музей этнографии
  - Музей открытого хранения фондов
  - Музей Славы Могилёвщины

С 2005 года музей носит имя Е. Р. Романова — видного деятеля краеведения Беларуси, организатора церковно-археологического музея в 1904 году.

## Награды
- Специальная премия Президента Республики Беларусь деятелям культуры и искусства (31 декабря 2024 года) — за реализацию международного молодёжного патриотического проекта «Дорогами Памяти и Славы»[4].